# Gregory Charles
Pour les articles homonymes, voir Charles.
 (septembre 2019).
Gregory Nigel Charles, né le 12 février 1968 à Montréal, est un artiste, musicien, pianiste, guitariste, danseur, chanteur, chef de chœur, animateur de télévision, animateur de radio, comédien et auteur-compositeur-interprète québécois.

## Biographie
Son père, Lennox Charles, est d’origine trinidadienne et sa mère, Pierrette Saint-Martin, est d’origine québécoise. Né à Montréal, il grandit à Saint-Germain-de-Grantham. 
Dès son enfance, Gregory Charles est un artiste avec une grande passion pour le piano. Il remporte plusieurs concours de musique au Canada en 1975, à l’âge de 7 ans. Il est alors invité à jouer avec plusieurs des Orchestres Symphoniques au Canada et représente le Canada à Paris puis au Carnegie Hall de New York en 1979.
En 1989, Gregory Charles se joint à la distribution de Chambres en ville, un populaire téléroman dramatique diffusé à TVA. En 1989, il devient le co-animateur de Marie-Soleil Tougas à la barre de l’émission scientifique Les Débrouillards. En 1993, Gregory Charles anime « Que le meilleur gagne » à Radio-Canada. En 1995, TVA lui confie l’animation d’un talk-show de fin de soirée « Chabada »,.
En 1998, Gregory Charles se joint à la tournée mondiale « Let's Talk About Love World Tour » de Céline Dion. Avec la star, il fait les plus grandes scènes du monde : Wembley, le stade de France, les grandes villes du Japon, de la Chine, des États-Unis, les plateaux des Grammy Awards, des Oscars et une dizaine de spectacles au Centre Bell de Montréal. L'expérience l'enchante et transforme sa vie. Il l'accompagne en tournée en tant que pianiste invité, mais surtout comme choriste. Il fera aussi cette année-là sa première apparition en spectacle au festival Juste pour rire, présence qu'il répétera à huit reprises. Il composera aussi la musique du film américain Blackout.[réf. nécessaire]
En 2001, après avoir triomphé à San Francisco et partout au Canada dans le rôle de Ted « Deux pianos quatre mains / Two Pianos Four Hands », Gregory lance son premier one man show, « Noir & Blanc » produit par Les Productions Gregory. Ce premier spectacle musical interactif conquiert le public québécois. Plus d'un million de billets vendus. - 43 spectacles au Centre Bell, un record absolu dans l'histoire du célèbre amphithéâtre.
L'originalité de ce spectacle résidait surtout à sa seconde partie, où Gregory exposait sa vaste culture musicale en proposant aux spectateurs de chanter des chansons que le public lui propose au hasard. Un album Live est produit « Gospel Live en Noir & Blanc », Disques NBW). Le spectacle se transporte à Toronto puis au Beacon Theatre de New York. L'artiste a le vent dans les voiles et s'apprête à retourner à New York quand, en décembre 2005, il tombe de scène au Centre Bell et se fracture un coude. La tournée internationale est interrompue et on craint le pire. Pendant sa convalescence, Gregory écrit son premier album original « I Think of You », Éditions Marignan Publishing). Le single I Think of You connaît un succès monumental à la radio québécoise : l'animateur de radio québécois Benoit Gagnon déclare que "C'est vraiment l'une des chansons qui nous a été le plus demandée dès la première diffusion" L'album, sorti le 17 octobre 2006, s'est vendu à plus de 350 000 exemplaires au Canada, dont 100 000 dès la première semaine.
En 2005, Gregory Charles fonde le « Mondial Choral de Laval », un festival qui accueille chaque année des ensembles vocaux et des chorales du monde entier. L’expérience se poursuivra jusqu’en 2015.
De 2001 à 2009, Gregory Charles anime l’émission « Des airs de toi » à la première chaîne de Radio-Canada. En 2008, il anime « la Cour des Grands » à TVA.
De 1986 à 2010, Gregory Charles est le directeur musical des « Chœurs du Nouveau Monde » puis du « Collège vocal de Laval ». Le groupe remporte plusieurs compétitions internationales en Chine, en Malaisie, en Indonésie, en Afrique du Sud, en Italie et en Allemagne.
En 2012 Gregory est l’artiste en résidence au célèbre café de l'Hotel Carlyle de New York. La même année, il fait partie de l’équipe de professeurs de l’émission Star Académie à TVA. Un rôle qu’il reprendra en 2021 et 2022. En 2015, Gregory Charles acquiert Radio-Classique (CJPX-FM Montréal et CJSQ-FM Québec) qu'il a acquise au coût de 10,5 millions de dollars. Il reçoit aussi le prix Martin Luther King junior pour l’ensemble de sa carrière musicale.
De 2015 à 2019, Gregory Charles produit et anime les émissions Virtuoses, Crescendo et le Vrai Nouveau Monde pour ICI Radio-Canada Télé.
En 2016, il est nommé officier de l’Ordre du Canada.
En 2017, Gregory Charles fonde l’Académie Gregory, une école de musique virtuelle où des milliers de personnes apprennent la musique en ligne.
En 2020, Gregory Charles, dont la série de spectacles en France a été interrompue par la pandémie de COVID 19, remporte le Félix de l’Album Instrumental de l’Année pour son album len, dédié à son père Lennox Charles. Il s’agit de son 5e Félix en carrière.
Gregory Charles a aussi remporté un trophée Artis et 6 prix Gémeaux.

## Vie privée
Le 9 octobre 2010, à Frelighsburg au Québec, Gregory Charles épouse Nicole Collet, directrice de la division Dynamics chez Microsoft France. Le dimanche 29 janvier 2012, à 5h05 du matin, Gregory et son épouse devenaient les parents de la petite Julia Sky Antoinette Charles (6lbs, 6oz). Le même soir, lors du gala de l'émission Star Académie, le directeur de l'Académie René Angélil a annoncé la nouvelle en direct à plus de deux millions de téléspectateurs et au public dans la salle, qui s'est levé d'un bond afin de féliciter Gregory, Nicole et ainsi, souhaiter la bienvenue dans ce monde à la petite Julia. C'est un Gregory Charles épuisé mais heureux qui a expliqué que le prénom de sa fille lui était inspiré par la chanson "Julia" du groupe britannique The Beatles, qui lui avait trotté dans la tête toute la nuit. Il est à noter[style à revoir] qu'en 2012, Gregory Charles est juge et professeur de chant à Star Académie, dont la résidence des candidats est située à Frelighsburg.

## Carrière

### Télévision
Le 15 janvier 2016, la première émission de Virtuose est diffusée sur la première chaîne de ICI Radio-Canada. Ce concept original, proposé et animé par Gregory Charles, met en vedette 24 musiciens (virtuoses) âgés entre 9 et 17 ans. Contrairement aux émissions de télévision populaires, Virtuose présente de la musique classique, du jazz, de l'opéra et de la musique traditionnelle.
Virtuose est aussi une compétition amicale où il n'y a pas d'élimination, mais plutôt un système de pointage. À chaque épisode, les quatre jeunes musiciens présents recevront une note cumulative qui sera déterminée par le public présent en studio et le juge Marc Hervieux. Le gagnant remportera un prix de ICI musique. Pendant trois jours, le gagnant travaillera dans le Studio 12 de Radio-Canada pour réaliser un enregistrement audio et vidéo de sa performance. De plus, il aura la visite d'un grand musicien qui jouera du même instrument.
Pour Virtuose, Gregory composera plusieurs musiques, dont le thème, qui seront performées par les participants avant le dévoilement des résultats. Chacun des dix épisodes dure environ 40 minutes et est disponible sur Ici.Tou.tv.
En 2022, Gregory Charles est professeur de chant pour l'émission de télévision Star Académie.

### Animation
En 2011, Gregory Charles double Samuel L. Jackson dans le film documentaire de Disney African Cats.
Il double Bruno Mars dans le rôle de Roberto dans Rio 2 sorti en 2014.

### Livres
En avril 2013, il publie son premier livre N'oublie jamais afin de rendre hommage à sa mère.
En 2023, Gregory Charles publie son deuxième livre Un homme comme lui afin de rendre hommage à son père.